# Céline Lebossé
Céline Lebossé, née le 5 juillet 1998, est une joueuse de pétanque française. 

## Biographie
Elle est droitière et se positionne en tireuse.

## Clubs
- ?-? : SPCBB Bel-Air Bouillé (Maine-et-Loire)
- ?-? : Pétanque Tiercéenne (Maine-et-Loire)
- ?-? : Joyeuse pétanque Rumillienne (Haute-Savoie)

## Palmarès[1],[2],[3]

### Jeunes

#### Championnats d'Europe
Championne d'Europe espoirs
- Triplette 2018 (avec Caroline Bourriaud, Emma Picard et Alison Rodriguez) :  Équipe de France
- Triplette 2019 (avec Caroline Bourriaud, Emma Picard et Alison Rodriguez) :  Équipe de France

### Séniors

#### Coupe des Confédérations
Finaliste
- Triplette 2018 (avec Caroline Bourriaud, Camille Durand et Ludivine Lovet) :  Équipe de France

#### Mondial La Marseillaise
Vainqueur
- 2018 (avec Caroline Bourriaud et Alison Rodriguez)

#### Passion Pétanque Française  (PPF)
Vainqueur
- Triplette 2019 (avec Caroline Bourriaud et Alison Rodriguez)

#### International dePalavas-les-Flots
Vainqueur
- Tête à Tête 2019
- Doublette

2023 avec Caroline Bourriaud

### Records
- Record du monde féminine Team Toro avec 371 boules tapées sur 500 avec Jenny Rathberger, Chloé Roux, Caroline Bourriaud et Camille Durand en décembre 2019 à Rumilly.
- Record du monde mixte Team Toro avec 786 boules tapées sur 1 000 avec Charles Weibel, Lucas Desport, Jérémy Pardoen, Adrien Delahaye, Bruno Le Boursicaud, Jenny Rathberger, Chloé Roux, Caroline Bourriaud et Camille Durand en décembre 2019 à Rumilly.